# Archibald Sayce
Archibald H. Sayce (ur. 25 września 1846, zm. 4 lutego 1933), historyk brytyjski, profesor asyrologii na uniwersytecie w Oxfordzie w latach 1891–1919.
Był pierwszym badaczem, który przetłumaczył teksty dotyczące astronomii zapisane pismem klinowym. W 1879 wyraził pogląd, że płaskorzeźby z Magnezji nad Meandrem i z Yazılıkaya są wytworem jakiejś kultury, która istniała przed cywilizacją grecką. W 1882 podczas wykładu w londyńskim Towarzystwie Archeologii Biblijnej ogłosił, że Hetyci, zanim stali się plemieniem zależnym od władców Izraela, byli założycielami potężnego państwa hetyckiego. Sayce i William Wright zidentyfikowali ruiny w Boğazköy jako pozostałości po stolicy Hetytów Hattusa. W tym czasie Sayce odczytał kilka hieroglifów hetyckich. W późniejszym okresie swej działalności badawczej więcej czasu poświęcał egiptologii, m.in. badał stanowisko w El-Kab.

## Ważniejsze publikacje
- Assyrian Grammar for Comparative Purposes (1872)
- Principles of Comparative Philology (1874)
- Babylonian Literature (1877)
- Introduction to the Science of Language (1879)
- Monuments of the Hittites (1881)
- Herodotus i-ui. (1883)
- Ancient Empires of the East (1884)
- Introduction to Ezra, Nehemiah and Esther (1885)
- Assyria (1885)
- Hibbert Lectures on Babylonian Religion (1887)
- The Hittites (1889)
- Races of the Old Testament (1891)
- Higher Criticism and the Verdict of the Monuments (1894)
- Patriarchal Palestine (1895)
- The Egypt of the Hebrews and Herodotus (1895)
- Early History of the Hebrews (1897)
- Israel and the Surrounding Nations (1898)
- Babylonians and Assyrians (1900)
- Egyptian and Babylonian Religion (1903)
- Archaeology of the Cuneiform Inscriptions (1907)

Był także autorem wielu haseł w IX, X i XI wydaniu Encyclopaedia Britannica.